# Johnny Jørgensen
Johnny Jørgensen (født i københavn) er en dansk sanger, sangdubber og sangunderviser.
Johnny Jørgensen startede som barn i Københavns Drengekor og har siden da sunget.
Johnny Jørgensen er kendt for sangen "Morgen på Atlantis" fra musicalen Atlantis, som startede Jørgensens karriere, da han medvirkede i musicalen til uropførelsen på Bellevue Teatret i 12. august 1993 og året efter på Østre Gasværk. Begge gange i rollen Koptos.
Johnny har ofte sunget kor for bl.a. Sanne Salomonsen, Søs Fenger, Thomas Helmig, Jokeren, Lars Hug, Lex & Klatten, Stig Rossen, Tommy Körberg og Elaine Paige.
Johnny har været solist og korleder i Koret Læderhalsene fra 1991. Herfra er han bl.a. kendt for at have imiteret George Michael og Michael Jackson i Selvsving-regi.
Johnny Jørgensen er fast underviser på Det Danske Musicalakademi i Fredericia.
I 2013 var han kor- og vokalinstruktør ved afgangselevernes Showcase, som bestod af Danmarkspremieren 23. juni 2013 på Legally Blond the Musical og Smokey Joe's Cafe.
I 2013 var Johnny også sang- og vokalinstruktør ved The One and Only Companys opsætning af "Shrek the Musical", som havde Danmarkspremiere i Forum 5. april 2013. Også Skammerens Datter 1 og 2 på Østre Gasværk har Jørgensen også vokal- og kor instrueret.
Johnny har været kor- og vokalinstruktør på Nyborg Voldspils sommerforestillinger siden 2008.
I 2009 medvirkede Johnny i hovedrollen som den russiske stormester Anatoly i Chess i Herning Kongrescenter. I 2013 medvirker han i den nyskrevet danske musical Esaura som præst, smed, sejler og ensemble, Danmarkspremiere 19. september 2013 på Fredericia Teater
Johnny er også en del af den omtalte youtube-video Les Misérables Wedding Flash Mob ved Sune Svanekiers bryllup, som bl.a. har høstet stor ros og opmærksomhed her hjemme som i udlandet. Folkene bag lavede senere en "2'er", som blev fremført under Årets Reumertuddeling 5. maj 2013. Denne gang handlede Flash-mobben om skuespiller (og navnegiver) Poul Reumerts liv.
Derudover har Johnny også en fast del af stemmeensemblet ved "Disney on Ice"-showsene rundt omkring i danmark.

## Film
Stemme (dub):
- "Løvernes Konge 2" - Kovu

Sang/korsang:
- "Løvernes Konge - Disney
- "Madagaskar ,
- "Disney's Tarzan" - Kor på bl.a. "Du' mit hjertes slag"
- "Peter Plys og Hafferlaffen"
- "Junglebogen 2
- "Charlie og chokoladefabrikken (film) - Umpa-lumpa

## TV
- Dansk Melodi Grand Prix 1995 - Sang (nr. 1): "Hvis du bli'r ved"
- Dansk Melodi Grand Prix 2000 - Sang (nr. 4): "Den drømmende by"
- Det Europæiske Melodigradprix 2001 - Kor: "Never ever let you go"

Johnny har desuden flere gange være korsanger i Dansk Melodi Grand Prix